# 卡尔刻山脉
卡尔刻山脉（Chalce Montes）是火星上的一座山脉，直径95公里，高约2300米，其名称来源于火星上一处以希腊岛屿哈尔基岛 命名的反照率特征“卡尔刻”。

## 另请查看
- 火星山脉列表